# Kōta Tawaratsumida
Kōta Tawaratsumida (俵積田 晃太?, Tawaratsumida Kōta; Kanagawa, 14 maggio 2004) è un calciatore giapponese, centrocampista dell'FC Tokyo e della nazionale giapponese.

## Biografia
Nato nella Prefettura di Kanagawa, ha un fratello maggiore, dal quale ha preso ispirazione per iniziare a giocare a calcio.

## Caratteristiche tecniche
Tawaratsumida è un esterno sinistro di centrocampo noto per la sua rapidità e abilità nel dribbling, qualità che gli permettono di superare con facilità i difensori e creare spazi sulla fascia sinistra. Nonostante ciò, fatica nella finalizzazione e nella precisione dei cross. Di piede destro, può essere schierato anche come ala sinistra.

## Carriera

### Club

#### Inizi
Ha iniziato a giocare a calcio all’età di cinque anni, ispirato dal fratello maggiore e avendo Lionel Messi come modello di riferimento.
Durante la scuola elementare, dal 2014 fino al 2016 ha giocato per l’ARTE Hachiōji FC Junior. Successivamente, è entrato a far parte delle giovanili dell’FC Tokyo, progredendo attraverso le selezioni giovanili U-15 (2017-2019) e U-18 (2020-2022) del club della capitale.

#### FC Tokyo
Nel febbraio 2022, è stato tesserato nell'FC Tokyo come "Type 2 registered player", una condizione del contratto che gli ha permesso di giocare contemporaneamente sia per la squadra U-18 che per la prima squadra. Nel gennaio 2023, è stato promosso definitivamente alla squadra maggiore.
Ha fatto il suo esordio nel calcio professionistico il 26 febbraio 2023, in occasione della seconda partita di campionato dell'FC Tokyo, pareggiata 1-1 contro il Kashiwa Reysol, sostituendo all’80° minuto il suo compagno di squadra Kōki Tsukagawa. Il 23 settembre 2023, ha segnato il suo primo gol professionistico negli ultimi minuti di gioco nel match casalingo contro il Sagan Tosu, contribuendo alla vittoria decisiva per 3-2. Nella partita successiva contro il Gamba Osaka, ha segnato un gol in solitaria, partendo dalla propria metà campo: esso è stato premiato come "Goal of the Month" della J1 League concerne il mese di ottobre 2023.
Nel maggio 2024, è stato nominato “Young Player of the Month” dopo aver segnato un gol e fornito un assist.

### Nazionale
Viene convocato per la prima volta in nazionale maggiore da Hajime Moriyasu nel maggio 2025, in vista delle gare di qualificazione al campionato del mondo 2026 contro Australia e Indonesia. Il 5 giugno seguente, con il Giappone già qualificato per i prossimi Mondiali, fa il suo debutto con la maglia della rappresentativa del Sol Levante partendo da titolare, nella sconfitta per 1-0 contro i Socceroos; i nipponici non perdevano contro l'Australia da 16 anni.

## Statistiche

### Cronologia presenze e reti in nazionale
| Cronologia completa delle presenze e delle reti in nazionale ― Giappone | Cronologia completa delle presenze e delle reti in nazionale ― Giappone | Cronologia completa delle presenze e delle reti in nazionale ― Giappone | Cronologia completa delle presenze e delle reti in nazionale ― Giappone | Cronologia completa delle presenze e delle reti in nazionale ― Giappone | Cronologia completa delle presenze e delle reti in nazionale ― Giappone | Cronologia completa delle presenze e delle reti in nazionale ― Giappone | Cronologia completa delle presenze e delle reti in nazionale ― Giappone |
| Data                                                                    | Città                                                                   | In casa                                                                 | Risultato                                                               | Ospiti                                                                  | Competizione                                                            | Reti                                                                    | Note                                                                    |
| ----------------------------------------------------------------------- | ----------------------------------------------------------------------- | ----------------------------------------------------------------------- | ----------------------------------------------------------------------- | ----------------------------------------------------------------------- | ----------------------------------------------------------------------- | ----------------------------------------------------------------------- | ----------------------------------------------------------------------- |
| 5-6-2025                                                                | Perth                                                                   | Australia                                                               | 1 – 0                                                                   | Giappone                                                                | Qual. Mondiali 2026                                                     | -                                                                       | 64’                                                                     |
| 10-6-2025                                                               | Suita                                                                   | Giappone                                                                | 6 – 0                                                                   | Indonesia                                                               | Qual. Mondiali 2026                                                     | -                                                                       | 78’                                                                     |
| 12-7-2025                                                               | Yongin                                                                  | Giappone                                                                | 2 – 0                                                                   | Cina                                                                    | Coppa dell'Asia orientale 2025                                          | -                                                                       | 64’                                                                     |
| Totale                                                                  |                                                                         | Presenze                                                                | 3                                                                       |                                                                         | Reti                                                                    | 0                                                                       |                                                                         |